# Roman Bečvář
Roman Bečvář (Plzeň, 18 de abril de 1989) es un jugador de balonmano checo que juega de central en el Red Boys Differdange luxemburgués. Es internacional con la selección de balonmano de la República Checa.

## Clubes
| Club                     | País            | Año         |
| ------------------------ | --------------- | ----------- |
| Talent Plzen             | República Checa | 2006 - 2012 |
| Empor Rostock            | Alemania        | 2013 - 2016 |
| SC DHfK Leipzig          | Alemania        | 2016 - 2017 |
| HB Elbflorenz            | Alemania        | 2017 - 2019 |
| TuS Nettelstedt-Lübbecke | Alemania        | 2019 - 2021 |
| Red Boys Differdange     | Luxemburgo      | 2021 - Act. |